# Rosa brunonii
Rosa brunonii — вид рослин з родини розових (Rosaceae); поширений у Китаї, М'янмі, Бутані, Індії, Непалі, Пакистані, Афганістані.

## Опис
Кущ виткий, 4–6 м. Гілочки червоно-коричневі або пурпурно-коричневі, запушені в молодому віці. Колючки розсіяні, вигнуті, до 5 мм, плоскі, поступово звужуються до широкої основи. Листки включно з ніжкою 6–9 см; прилистки в основному прилягають до ніжки, вільні частини ланцетні, обидві поверхні запушені, край залозистий, верхівка загострена; ніжка й ребро листка густо запушені, з розсіяними дрібними вигнутими колючками; листочків 7, часто 5 або 3 на листках поблизу щитка, довгасті або довгасто-ланцетні, 3–5 × 1–1.5 см, знизу голі, зверху мало волосисті або зрідка голі; основа субокругла або широко клиноподібна, край пилчастий, вершина загострена або гостра. Квітки діаметром 3–5 см; численні у складених щитках; квітоніжка 2.8–3.5 см; чашолистків 5, листопадні, ланцетні, обидві поверхні запушені, часто з 1 або 2 парами часточок, верхівка загострена; пелюстків 5, білі, запашні, широко-яйцюваті, основа широко-клиноподібна, верхівка трохи вдавлена на кінчику. Плоди шипшини пурпурно-коричневі або темно-червоні, яйцюваті, приблизно 1 см у діаметрі, голі, блискучі.
Період цвітіння: червень. Період плодоношення: липень — листопад.

## Поширення
Поширений у Китаї — Сичуань, Тибетський автономний район, Юньнань, М'янмі, Бутані, пн. Індії, Непалі, пн. Пакистані, пн.-сх. Афганістані; також культивується.
Населяє ліси, чагарники на узліссях, долини; висота зростання: 1900–2800 м.